# Bert Altena
Lambert Jan (Bert) Altena (Nijkerk, 11 juli 1950 − 3 oktober 2018) was een Nederlands historicus.

## Biografie
Altena publiceerde vanaf 1984, waarbij zijn aandachtsveld de geschiedenis van de Nederlandse, speciaal Zeeuwse, sociaaldemocratie en het anarchisme was. Hij schreef ook vanaf 1987 over Ferdinand Domela Nieuwenhuis; hij was gedurende tientallen jaren als voorzitter en secretaris betrokken bij het Ferdinand Domela Nieuwenhuis-fonds dat mede zorg draagt voor het aan de anarchist gewijde museum. Hij verzorgde tevens in 1997 de familiecorrespondentie van Nieuwenhuis. In 1989 promoveerde hij op  'Een broeinest der anarchie'. Arbeiders, arbeidersbeweging en maatschappelijke ontwikkeling, Vlissingen, 1875-1929 (1940) aan de Vrije Universiteit Amsterdam. Hij werkte ook mee aan bundels over het christelijk-sociaal denken. In 2003 bezorgde hij het levensbericht van Arthur Lehning voor de Maatschappij der Nederlandsche Letterkunde te Leiden. In datzelfde jaar publiceerde hij met Dick van Lente een maatschappijgeschiedenis over de jaren 1750-1989 die ook in het Duits vertaald werd en in het Nederlands drie drukken beleefde. In 2014 publiceerde hij een biografie over de vrijdenker Bram Lansen (1847-1931). In 2017 werkte hij mee aan de tentoonstelling Melle en het anarchisme. Catalogus bij de tentoonstelling Het engagement van Melle, visionair schilder en de bijbehorende publicatie.
Altena was gedurende decennia docent geschiedenis aan de Erasmus Universiteit Rotterdam.

### Eigen werk
- 'Een broeinest der anarchie'. Arbeiders, arbeidersbeweging en maatschappelijke ontwikkeling, Vlissingen, 1875-1929 (1940). Amsterdam, 1989 (proefschrift).
- [met Dick van Lente] Vrijheid en rede. Geschiedenis van Westerse samenlevingen 1750-1989. Hilversum, 2003, 2006² en 2011³.
  - Gesellschaftsgeschichte der Neuzeit 1750 - 1989. Göttingen, 2009.
- Machinist en wereldverbeteraar. Het leven van A.J. Lansen, 1847-1931. Hilversum, 2014.

### Bezorging
- 'en al beschouwen alle broeders mij als den verloren broeder'. De familiecorrespondentie van en over Ferdinand Domela Nieuwenhuis, 1846-1932. [Amsterdam], 1997.
- Piet Honig, Herinneringen van een Rotterdams revolutionair. Utrecht, 2005.